# Bill Barwick
Bill Barwick, född 26 maj 1905, död 16 juni 1997, var en australisk friidrottare. Han deltog vid olympiska sommarspelen 1932.